# Lajer

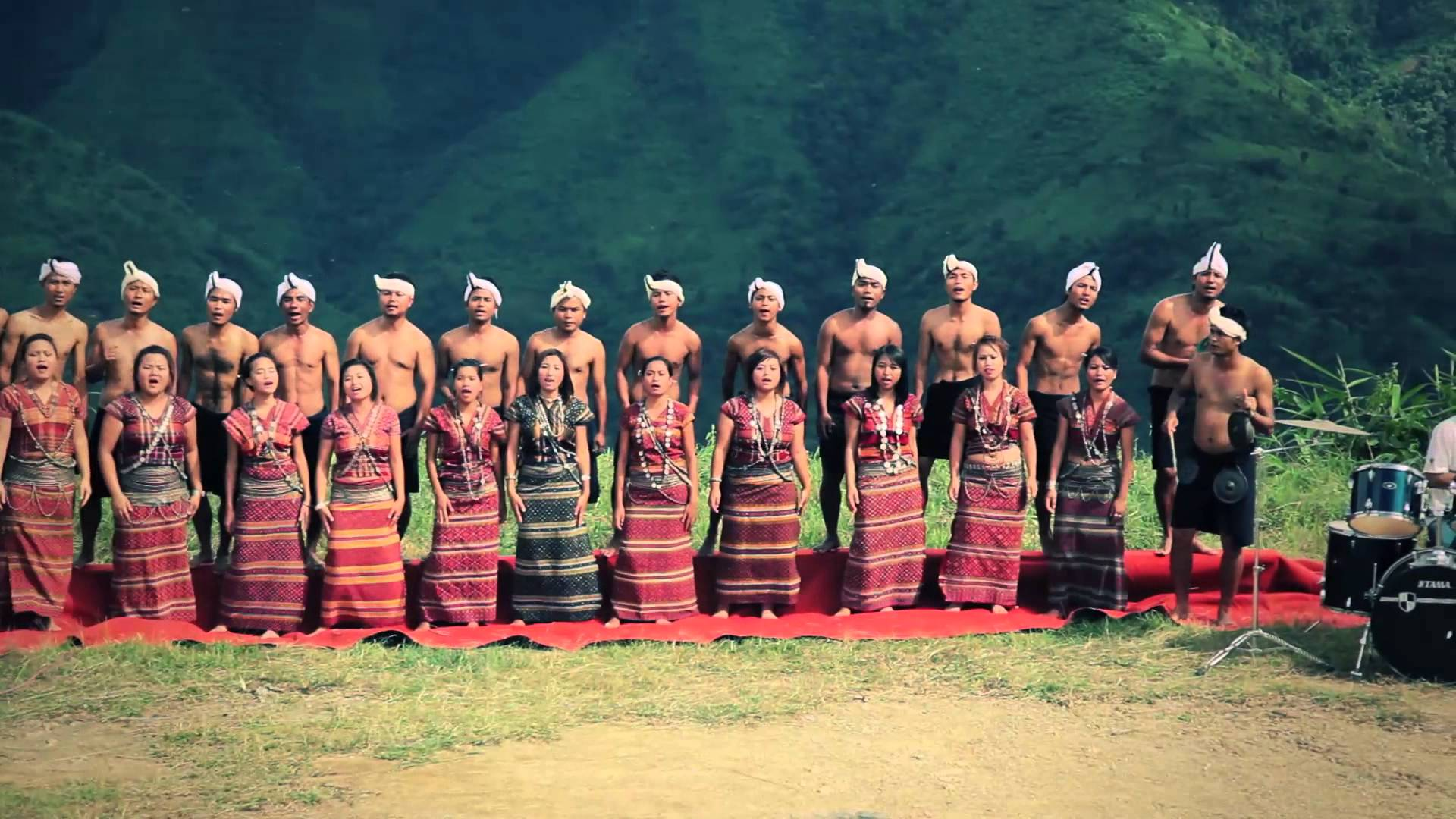
Mara con sus trajes tradicionales

Los Lajer (Lakher) son un grupo étnico que viven en el estado de Mizoram, en extremo oriental de la India, en la frontera con Birmania. Son unas 20 mil personas, en la tribu de Kuki que hablan la lengua mara o miram, y relacionados con la etnia chin, de la rama tibetano-birmana de la familia sino-tibetana. En vistas de la guerra interna Lajer-Lushai, en 1945 jefes tribales demandaron que los Lajer, divididos entonces en tres grupos, se unieran y se les otorgó una región de tierra de unos 150 millas (241,4 km) por 130 millas (209,2 km) para fungir como tribu separada de las demás. En 1946 las tribus que rodeaban a los Lajer y que habían estado promoviendo la independencia política acordaron instruir por medio de la lengua y cultura Lushai, que resultó perjudicial para la comunidad Lajer. En 1952 la comunidad Lajer recibió autonomía política y de gobierno local para proteger los intereses del grupo minoritario, incluyendo la tribu Pawi, asociada con los Lajer.